# Justice infusée
Pour les articles homonymes, voir Justice (homonymie).
 (novembre 2023).
Motif : texte incompréhensible, sources introuvables ou non référentes
La justice infusée forme la base de la doctrine de la justification dans l'Église catholique et est enracinée dans la théologie de Thomas d'Aquin. 
La doctrine déclare qu'en gardant les commandements du Christ, confession et pénitence régulières, et en recevant les sacrements, la grâce/justice de Dieu est infusée de plus en plus dans les croyants au fil du temps, et leur propre justice dans la chair devient subsumée dans Dieu droiture.[Quoi ?]